# Kappa Cygnidy
kappa Cygnidy (012 KCG) – rój meteorów aktywny od 3 sierpnia do 25 sierpnia. Jego radiant znajduje się w gwiazdozbiorze Łabędzia. Maksimum roju przypada na 18 sierpnia, jego aktywność jest określana jako średnia, a obfitość roju wynosi 3 meteory/h. Prędkość meteorów z roju wynosi 25 km/s.
Jest to mało aktywny rój, jednak jego aktywność jest dość długa. Źródłem tego roju może być planetoida 2008 ED69.
Wzmożona aktywność kappa Cygnidów była obserwowana w latach 2007 i 2014.
Ostatnio pojawiły się sugestie, że kappa Cygnidy nie są pojedynczym rojem, lecz częścią większego kompleksu Cygnidów-Drakonidów. Wzmożona aktywność bolidowa tego kompleksu była odnotowana w roku 2005 przez Polską Sieć Bolidową.